# Sheldon Turner
Sheldon Turner é um roteirista e produtor cinematográfico norte-americano. Como reconhecimento, foi nomeado ao Oscar 2010 na categoria de Melhor Roteiro Adaptado por Up in the Air.